# Hrabstwo McNairy
Hrabstwo McNairy (ang. McNairy County) – hrabstwo w stanie Tennessee w Stanach Zjednoczonych. Obszar całkowity hrabstwa obejmuje powierzchnię 560,84 mil² (1452,57 km²). Według szacunków United States Census Bureau w roku 2009 miało 25 796 mieszkańców.
Hrabstwo powstało w 1823 roku.
Hrabstwo należy do nielicznych hrabstw w Stanach Zjednoczonych należących do tzw. dry county, czyli hrabstw gdzie decyzją lokalnych władz obowiązuje całkowita prohibicja.

## Miasta
- Bethel Springs
- Eastview
- Finger
- Guys
- Michie
- Ramer
- Selmer
- Stantonville[6]

| Populacja hrabstwa w poprzednich latach | Populacja hrabstwa w poprzednich latach |
| Rok                                     | Liczba ludności                         |
| --------------------------------------- | --------------------------------------- |
| 1980                                    | 22 451                                  |
| 1990                                    | 22 422                                  |
| 2000                                    | 24 653                                  |
| 2005                                    | 25 285                                  |